# Іст-Кінгстон (Нью-Гемпшир)
Іст-Кінгстон (англ. East Kingston) — місто (англ. town) в США, в окрузі Рокінґгем штату Нью-Гемпшир. Населення — 2441 особа (2020).

## Демографія
Згідно з переписом 2010 року, у місті мешкало 2357 осіб у 862 домогосподарствах у складі 699 родин. Було 907 помешкань
Расовий склад населення:
| - 97,9 % — білих - 0,7 % — азіатів - 0,1 % — чорних або афроамериканців |

До двох чи більше рас належало 0,9 %. Частка іспаномовних становила 0,9 % від усіх жителів.
За віковим діапазоном населення розподілялося таким чином: 24,4 % — особи молодші 18 років, 59,8 % — особи у віці 18—64 років, 15,8 % — особи у віці 65 років та старші. Медіана віку мешканця становила 44,6 року. На 100 осіб жіночої статі у місті припадало 95,4 чоловіків;  на 100 жінок у віці від 18 років та старших — 97,7 чоловіків також старших 18 років.
Середній дохід на одне домашнє господарство  становив 119 793 долари США (медіана — 99 032), а середній дохід на одну сім'ю — 134 293 долари (медіана — 113 350). Медіана доходів становила 67 292 долари для чоловіків та 55 833 долари для жінок. За межею бідності перебувало 3,5 % осіб, у тому числі 6,4 % дітей у віці до 18 років та 3,9 % осіб у віці 65 років та старших.
Цивільне працевлаштоване населення становило 1369 осіб. Основні галузі зайнятості: освіта, охорона здоров'я та соціальна допомога — 19,4 %, роздрібна торгівля — 15,8 %, науковці, спеціалісти, менеджери — 12,3 %, будівництво — 11,2 %.